# Badr Airlines
Badr Airlines, anteriormente Sarit Airlines (de 1997 a 2004), es una aerolínea con sede en Jartum (Sudán), que opera servicios aéreos de carga y pasajeros para misiones de ayuda humanitaria y vuelos VIP chárter. Su base principal es el Aeropuerto Internacional de Jartum.

## Destinos
En abril de 2024, Badr Airlines operaba a los siguientes destinos:
| Países                 | Destinos     | Aeropuertos                                               |
| ---------------------- | ------------ | --------------------------------------------------------- |
| Arabia Saudita         | Riad         | Aeropuerto Internacional Rey Khalid                       |
| Arabia Saudita         | Yeda         | Aeropuerto Internacional Rey Abdulaziz                    |
| Egipto                 | El Cairo     | Aeropuerto Internacional de El Cairo                      |
| Emiratos Árabes Unidos | Dubái        | Aeropuerto Internacional de Dubái                         |
| Emiratos Árabes Unidos | Sharjah      | Aeropuerto Internacional de Sharjah                       |
| Etiopía                | Adís Abeba   | Aeropuerto Internacional Bole                             |
| Nigeria                | Kano         | Aeropuerto Internacional de Kano - Mallam Aminu           |
| Sudán                  | Damazin      | Aeropuerto de Damazin                                     |
| Sudán                  | El-Fasher    | Aeropuerto de El Fasher                                   |
| Sudán                  | El-Obeid     | Aeropuerto de El Obeid                                    |
| Sudán                  | Geneina      | Aeropuerto de Geneina                                     |
| Sudán                  | Kasala       | Aeropuerto de Kasala                                      |
| Sudán                  | Jartum       | Aeropuerto Internacional de Jartum (hub principal)        |
| Sudán                  | Nyala        | Aeropuerto de Nyala                                       |
| Sudán                  | Puerto Sudán | Aeropuerto Internacional de Puerto Sudán (hub secundario) |
| Sudán del Sur          | Yuba         | Aeropuerto Internacional de Juba                          |
| Sudán del Sur          | Wau          | Aeropuerto de Wau                                         |
| Turquía                | Estambul     | Aeropuerto de Estambul                                    |
| Uganda                 | Entebbe      | Aeropuerto Internacional de Entebbe                       |

## Flota
La flota de Badr Airlines se compone de las siguientes aeronaves:

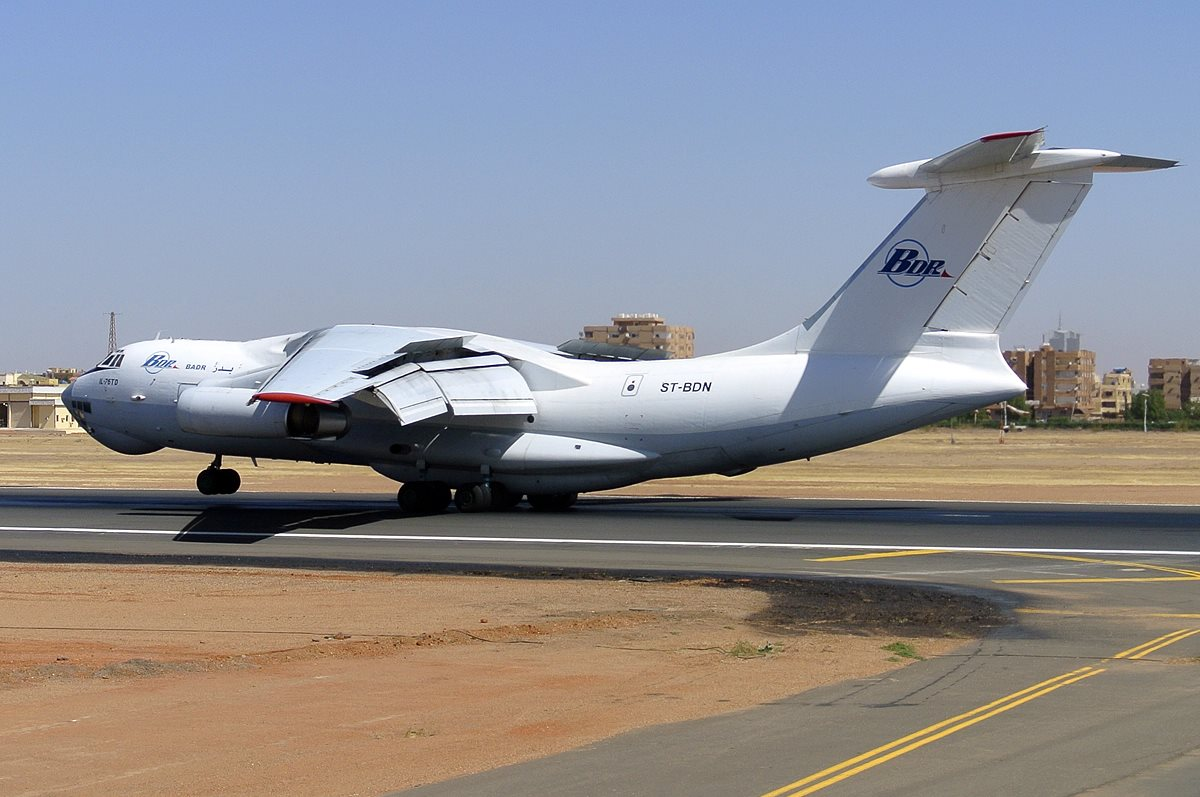
Ilyushin Il-76 de Badr Airlines en el Aeropuerto Internacional de Jartum (2013)

| Aeronaves      | En servicio | Pedidos | Pasajeros                                          | Pasajeros                                          | Pasajeros                                          | Matrículas                                         | Antigüedad                                         |
| Aeronaves      | En servicio | Pedidos | C                                                  | Y                                                  | Total                                              | Matrículas                                         | Antigüedad                                         |
| -------------- | ----------- | ------- | -------------------------------------------------- | -------------------------------------------------- | -------------------------------------------------- | -------------------------------------------------- | -------------------------------------------------- |
| Boeing 737-300 | 1           | —       | 8                                                  | 120                                                | 128                                                | C5-BDO                                             | 27 años                                            |
| Boeing 737-500 | 4           | —       | 8                                                  | 105                                                | 113                                                | C5-BDB                                             | 30,6 años                                          |
| Boeing 737-500 | 4           | —       | 8                                                  | 105                                                | 113                                                | C5-BDV                                             | 30,4 años                                          |
| Boeing 737-500 | 4           | —       | 8                                                  | 105                                                | 113                                                | C5-BDA                                             | 27,8 años                                          |
| Boeing 737-500 | 4           | —       | 8                                                  | 105                                                | 113                                                | ST-BDR                                             | 27 años                                            |
| Boeing 737-800 | 3           | —       | —                                                  | 189                                                | 189                                                | ST-BDS                                             | 20,9 años                                          |
| Boeing 737-800 | 3           | —       | 12                                                 | 144                                                | 156                                                | 4L-GEZ                                             | 15,4 años                                          |
| Boeing 737-800 | 3           | —       | 8                                                  | 162                                                | 170                                                | ST-BDG                                             | 14 años                                            |
| Total          | 8           | —       | Edad media de la flota (enero de 2025): 24,1 años. | Edad media de la flota (enero de 2025): 24,1 años. | Edad media de la flota (enero de 2025): 24,1 años. | Edad media de la flota (enero de 2025): 24,1 años. | Edad media de la flota (enero de 2025): 24,1 años. |

### Flota histórica
| Aeronaves       | Total | Introducido | Retirado | Matrículas                                                                 |
| --------------- | ----- | ----------- | -------- | -------------------------------------------------------------------------- |
| Antonov An-12   | 9     | 2000        | 2005     | ST-SAF, ST-SAR, ST-SAE, ST-SAA, S9-BOT, ST-SAD, 4K-AZ30, ST-SAT y EK-11997 |
| Antonov An-26   | 1     | 2007        | 2015     | ST-SAL                                                                     |
| Antonov An-28   | 1     | 2001        | 2006     | EK-28019                                                                   |
| Antonov An-72   | 2     | 2006        | 2010     | ST-BDK y ST-BDX                                                            |
| Antonov An-74   | 4     | 2008        | 2018     | RA-74046, RA-74014, ST-BDS y ST-BDX                                        |
| Embraer ERJ-145 | 2     | 2019        | 2020     | ZS-MIF y ZS-MIB                                                            |
| Ilyushin Il-76  | 3     | 2005        | 2011     | 4L-ZIL, ST-BDE y ST-BDN                                                    |
| Mil Mi-8        | 2     | 2008        | 2008     | ST-BDF y ST-BDJ                                                            |